# کیم یونگ سیک
کیم یونگ سیک (به انگلیسی: Kim Yong-Sik) بازیکن فوتبال اهل ژاپن و عضو تیم ملی فوتبال ژاپن است که در تاریخ ۰۴ اوت ۱۹۳۶ میلادی اولین بازی ملی‌اش را انجام داد. او در ۳ بازی ملی حضور داشت و آخرین بازی ملی خود را در تاریخ ۱۶ ژوئن ۱۹۴۰ میلادی انجام داد. کیم یونگ سیک در بازی‌های ملی‌اش
گلی به ثمر نرساند.